# Tachina hortensis
Tachina hortensis là một loài ruồi trong họ Tachinidae.